# サターンボンバーマンファイト!!
『サターンボンバーマンファイト!!』は、1997年12月11日にハドソンから発売されたセガサターン用アクションゲーム。セガサターンのボンバーマンシリーズ第2作目。
ゲーム監修はボンバーマンシリーズプロデューサーの藤原茂樹。ディレクターは『桃太郎道中記』を手掛けた柴田真人と『ネオ・ボンバーマン』でスペシャルサンクスであった池之内武志。ビジュアルプロデューサーはボンバーマンシリーズ美術監督の水野祥司。音楽はSUPER CD-ROM²用ソフト『ポピュラス ザ・プロミストランド』やボンバーマンのイメージソング『Mr.B・Bee』を手掛けた鶴由雄とボンバーマンシリーズ楽曲を多く手掛けている竹間淳が担当している。

## 概要
従来のボンバーマンシリーズとは一転して3Dフィールドで展開されているのが特徴。ライフ制が導入されており、ジャンプ・デカ爆・超デカ爆などの豊富なアクションを駆使しながらライバルたちを倒していく。「大会」をテーマにした対戦プレイに特化した内容となっている。
従来シリーズに比べて会話シーン及びキャラクターボイスが豊富となっていることも特徴の一つである。

## ストーリー
今年もまた4年に一度行われる「ボンバー大会」の開催日がやって来た。この大会に優勝すると「真のボンバーファイター」と称されるだけでなく、大会の象徴ともいえる「希望の女神像」が何でも一つ願いを叶えてくれるのである。今回も希望に胸をふくらませた選手たちが集まってきた。

## ゲームモード
STORY MODE（ストーリーモード）
何でも願いがかなう「希望の女神像」が優勝賞品の、世界一のボンバーファイターを決める「ボンバー大会」に出場する。試合は勝ち抜き戦で全8ステージ。操作キャラクターによって対戦相手や会話シーン、エンディングが異なる。
BATTLE MODE（バトルモード）
4人まで対戦可能。ステージは全13種類（隠しステージ1つと裏技によるおまけステージ3つを含む）。
SURVIVAL MODE（サバイバルモード）
何人勝ち抜けるかを競うモード。HPが0になるか、50人勝ち抜くとゲーム終了。
HOW TO PLAY（ハウ・トゥー・プレイ）
ゲームの操作方法デモを見ることができる。
OPTION（オプション）
ゲームの設定や使用キャラクターの登録が可能。

## ゲームルール
十字に爆発する爆弾の炎で相手にダメージを与え、他のキャラクター全員のHPを0にして勝ち進んでいく。他のキャラクターより先にHPが0になってしまうと負けになる。時間切れになった場合はHP残量が一番多いプレイヤーの勝ちとなる。HP残量が同じで時間切れになった場合は引き分けとなりもう一度対戦となる。

## アクション
移動 (歩く)
移動したい方向に方向ボタン。
ダッシュ
移動方向に素早く2回方向ボタン。またはLまたはRボタンを押しながら方向ボタン。
爆弾を置く
AまたはCボタンを押す。爆弾を置く度に爆弾ゲージが増加する。
ジャンプ
Bボタンを押すとジャンプする。障害物を越えることもできる。ジャンプ中にAまたはCボタンを押すと、爆弾を地面に置くことなく、いきなり持ち上げることが可能。
宙返り（2段ジャンプ）
ジャンプ中にもう一度Bボタンを押す。滞空時間を稼ぐことができる。
爆弾投げ
爆弾を置いたときにその場でもう一度AまたはCボタンを押すと爆弾を持ち上げる。さらにAまたはCボタンを押すと爆弾を投げる。
キック
置いてある爆弾に体当たりでキックする。
失神
蹴られたり、投げられたりした爆弾に当たると少しの間失神する。失神したキャラクターはアイテムを出す。
デカ爆
爆弾を置く度に爆弾ゲージが貯まり、満タンになったときに爆弾を出すと「デカ爆」になる。デカ爆は最初から持ち上げの状態で出され、AまたはCボタンで投げる。着地したときに広範囲で爆発する。

## キャラクター
計15体をプレイヤーは使用できる。本作ではキャラクターごとに性能が異なる。
しろボン（声：杉山佳寿子）
宿敵である悪の天才科学者「バグラー」やムジョー率いる悪の組織「ヒゲヒゲ団」を倒し、平和にのんびりと暮らしていたある日、世界一のボンバーファイターを決定する「ボンバー大会」の招待状が届いた。「大会に優勝すれば、世界中の人達が、悪い人に負けない勇気を持つにちがいない!!」と思い、くろボンを連れて参加する。
平均的な能力の持ち主だが、くろボンに比べ腕力で優り、キック力で劣る。
くろボン （声：杉山佳寿子）
これまでしろボンと共にバグラーやヒゲヒゲ団を倒し、世界の平和を守ってきたしろボンの相棒的存在。しろボンと共に大会に参加したが、しろボンほどお気楽ではなく、「きっと大会参加者の中には悪い奴がいるに違いない。それに大会の主催者が悪い奴じゃない保証もない。無鉄砲なしろボンが悪い奴の罠にかかったときにサポートできるのは自分しかいない。」とこの大会にも何か裏があるのではと疑っている。
しろボンに比べ腕力で負けるが、キック力では優っている。
ハニー （声：大野まりな）
負けん気の強い女の子。ガンマンの格好をした賞金稼ぎ。めぼしい賞金首が見当たらず、ちっとも稼げなくて不機嫌なハニーの元に大会の招待状が届いた。それは「優勝者は何でも1つ望みを叶える」という内容であった。「一生使いきれないくらいのお金」を手に入れるためハニーも大会に参加を決めた。
平均的な能力の持ち主。
小鉄 （声：私市淳）
自分の刀より強そうなハニーのピストルに憧れ、一番弟子となった侍。ハニーのもとで日夜修行に励んでいたが、ある日ハニーのお供でボンバー大会に参加することになり、自らの腕試しとして大会に臨む。
能力は平均的。
まみ （声：松浦有希子）
とある小さな町の片隅で、母親と共に花を売って生活していた。生活は貧しかったが母娘が互いに支えあって慎ましく幸せに暮らしていた。そんなある日、母が病に倒れてしまう。お金がないため医者に診てもらうこともできず、困り果てていたまみはある時、大会の噂を耳にし、母の病気を治してもらうために大会に参加する。
ジャンプ力と爆弾ゲージ力は高いが、それ以外は低め。
レウィシア （声：前田愛）
本名はレウィシア・ラル・ヘブンケール。とある国のプリンセスとして生まれ、何不自由ない生活を送っていたが周囲の者達が何でもやってしまうため、自分の力で何かをしたことがないことに不満を感じていた。そんなある日、大会会場の中継放送を見て興味を引かれ、こっそり城を抜け出して大会に参加した。
ジャンプ力と爆弾ゲージ力の高さが取り柄だが、その他は低い。
バグロォ （声：龍田直樹）
どこにでもいる純粋で一本気な少年だったが、ただ1つだけ問題があった。彼はボンバーマンの宿敵であり、悪の科学者であるプロフェッサーバグラーに憧れたのだ。まだ善悪の区別がはっきりしていない彼の目には、天才科学者であり世界征服に向けてエネルギッシュに活躍するバグラーはヒーローとして映った。バグラーがボンバーマンに敗走した時、自分がバグラーの意思を継ぎ、世界征服を成し遂げようと考えるようになる。今回の大会を一歩として世界征服を目指す。
機動性が良く腕力も高い。
ゴーレムボンバー （声：江川央生）
プロフェッサーバグラーによって生み出された凶悪ボンバー五人衆の一人であったが、ボンバーマンに敗北したあと森の中をさまよい動けなくなってしまう。そこに通りかかったまみに看病され、ゴーレムボンバーは人の暖かさを感じまみと彼女の母親と共に幸せに暮らしていた。そんなある日まみの母が病で倒れてしまう。ゴーレムボンバーは、まみの母の病気を治してもらうため大会に参加を決めた。
キック力・機動力は弱めだが、腕力・体力はずば抜けて高い。
伝太 （声：中井和哉）
江戸時代を暗躍するフリーの忍者。ある日虹色の光に包まれた後、彼は見たこともないカラクリだらけの部屋の中にいた。「君に仕事の依頼をしたい。」という声が響き、ボンバーマンの映像が写し出される。「この者を倒してもらいたい、報酬ははずもう。」とボンバーマンを倒す依頼をされたのである。伝太はこの依頼を引き受け大会会場に向かうが、彼には別の目的もあった。それはとある国の国王からの依頼で姫を連れ戻すというものであった。
体力が低めだがジャンプ力は高めである。
戦闘員12号 （声：沼田祐介）
ムジョー率いるヒゲヒゲ団の戦闘員だが、ある日彼は団体行動からはぐれて迷子になってしまった。仲間を探して歩き回るうちに大会会場にたどり着く。仲間のところに戻るために一縷の望みをかけて大会に参加する。
キック力が高いが腕力が低め。
ラジボン （声：中山真奈美）
世界征服を企むヒゲヒゲ団の開発したメカであるが、ひたすら速さを求め闘おうとすらしないラジボンは失敗作としてゴミ捨て場に捨てられた。しかしそんなことも気にせず世界最速を目指してゴミ捨て場から走り去った彼がたどり着いたのは大会会場であった。
機動力がずば抜けて高いが爆弾ゲージ力と腕力が低い。
パンプ （声：萩森侚子）
大阪弁を使うかぼちゃを被った死神。世界で一番実力のある死神を自称しているが、今まで集めた魂はどれも質の悪いものばかりであった。自分の実力を信じて疑わないパンプは自分のコレクションの質の低さを、自分の前に良質な魂が現れないからだと嘆きつつ宙を漂っていた。そんなパンプの視界に観客たちでにぎわう大会会場が入ってきた。こんな大会の参加者なら上質な魂があるだろうと、参加者たちの魂を堂々と奪うために大会に参加する。
ジャンプ力が高め。
ぷいぷい （声：大本眞基子）
山の中を好き勝手に遊び回っていた小猿。ある日、山のふもとで楽しげなざわめきを聞きつけた。その正体は大会会場周辺に並ぶ出店の山で、好奇心と食べ物の匂いにつられたぷいぷいは会場にまぎれこむ。地面に落ちた食べ物を食べ歩くぷいぷいはいつの間にか大会に参加していた。
機動力とジャンプ力が高め。
ペギーJr. （声：大塚海月）
何を考えているのか全くわからない謎のペンギン。何者なのか、どこから来たのか、出場理由や目的もわかっていない。
キック力は最高レベルだが、腕力は低い。
デラル （声：芳野美樹）
ある地下組織が総力を結集して造り上げた最強のボンバーファイター。過去の様々なデータを基に造り上げられたデラルは、様々な実戦データの収集のために大会に参加することになったが、本人は世界中に自分の美しさを見せつけるために参加しているつもりである。『バーチャファイターシリーズ』の最終ボスであるデュラルをモチーフにしたキャラクター。
基本能力が高いが、爆弾ゲージ力の低さが唯一の欠点。

## ステージ
いつもの
シリーズお馴染みのオーソドックスなステージ。
マップサイズ：12×12
戦火の宮殿
ステージ中央が少し窪んだ地形となっている。
マップサイズ：14×14
お花畑でごいっしょに
ステージ中央に高台があり、花壇でステージが4つに区切られている。
マップサイズ：14×14
自然を大切にね
高低差に富んだキャンプ場のようなステージ。
マップサイズ：14×14
名もなき古城
お城の屋根のような地形が特徴のステージ。
マップサイズ：10×10
サザンアイランドへようこそ
画面手前に向かうほど高度が低くなる構造のステージ。
マップサイズ：10×10
荒野の攻防
西部劇のような荒野のステージ。高低差が激しい。
マップサイズ：12×12
浮遊城の砦
ステージ内のあちこちに壁が配置されているステージ。
マップサイズ：12×12
北の国から･･･
氷のステージだがツルツル滑ることはない。障害物がなく、高低差も少ない。
マップサイズ：10×10
決戦!!
障害物も高低差もないシンプルなステージ。
マップサイズ：14×14
出現条件：ストーリーモードをランク（難易度）ノーマル、ハンデ☆2つ以下でクリアする。
おまけその1
ステージの四隅から中央にかけて低くなっているステージ。
マップサイズ：10×10
出現条件：ハドソンから発売された「SBOMジョイカード」をHuポジションにしてゲームを起動し、ハドソンロゴが消えオープニングアニメが始まる前にHuポジションを解除する。
おまけその2
外周が坂になっているステージ。
マップサイズ：10×10
出現条件：ハドソンから発売された「SBOMジョイカード」をHuポジションにしてゲームを起動し、ハドソンロゴが消えオープニングアニメが始まる前にHuポジションを解除する。
おまけその3
蟻地獄のような地形のステージ。
マップサイズ：10×10
出現条件：ハドソンから発売された「SBOMジョイカード」をHuポジションにしてゲームを起動し、ハドソンロゴが消えオープニングアニメが始まる前にHuポジションを解除する。

## アイテム
ファイアーアップ
火力が1マス伸びる。
ボムアップ
1度に置ける爆弾の数が1上昇。
?パネル
10種類の効果がランダムで発生。
- 火力MAX

爆弾の火力が最大になる。
- チョビ火

爆弾の火力が最小になる。
- 連爆

現在置ける爆弾数だけ進行方向に一気に爆弾を置く。
- 縦連爆

現在置ける爆弾数だけ縦方向に一気に爆弾を積み上げる。
- せっかち

爆弾がすぐに爆発するようになる。
- 駿足

早く動けるようになる。
- ゲタ

スピードがすごく遅くなる。
- リバース

上下左右逆に動くようになる。
- ジャンプ不能

ジャンプできなくなる。
- 超デカ爆

デカ爆より威力のある「超デカ爆」が1回使える。
ホワイトホース
ソフトブロックを破壊することで出現する芦毛の子馬。各ステージに1頭出現することがある。乗ると通常より素早く移動でき、1回炎に当たってもダメージを受けないで済むが、乗っているキャラクターは降ろされ、ホワイトホースは別の位置に走って行ってしまう。何回でも乗ることができる。キックと同様の操作で爆弾を食べることができる(爆弾を食べることで爆弾ゲージが増加する)が、乗っている間は、爆弾を置く、キック、宙返り、ダッシュができない。ホワイトホースに乗る前に持っていた「?パネル」や乗っているときに持っていた「?パネル」は乗り降りすることで効果が消える。ちなみに名前が『ホワイトホース』なのに茶色なのはまだ子どもだからである。

## 挿入歌
「俺が天下のバグロォだ!」
作詞：野村義男、作曲：鶴由雄
歌：バグロォ（声：龍田直樹）
「パンプキンDream」
作詞：野村義男、作曲：鶴由雄
歌：パンプ（声：萩森侚子）
「ステキな恋がしたいの」
作詞：野村義男、作曲：鶴由雄
歌：まみ（声：松浦有希子）
「信じてる･･･」
作詞：野村義男、作曲：鶴由雄
歌：レウィシア（声：前田愛）

## 関連書籍
- サターンボンバーマンファイト!! 公式パーフェクトプログラム
  - 1998年、高橋書店発行、ISBN 4-471-36008-6